# العنف الأسري في الهند

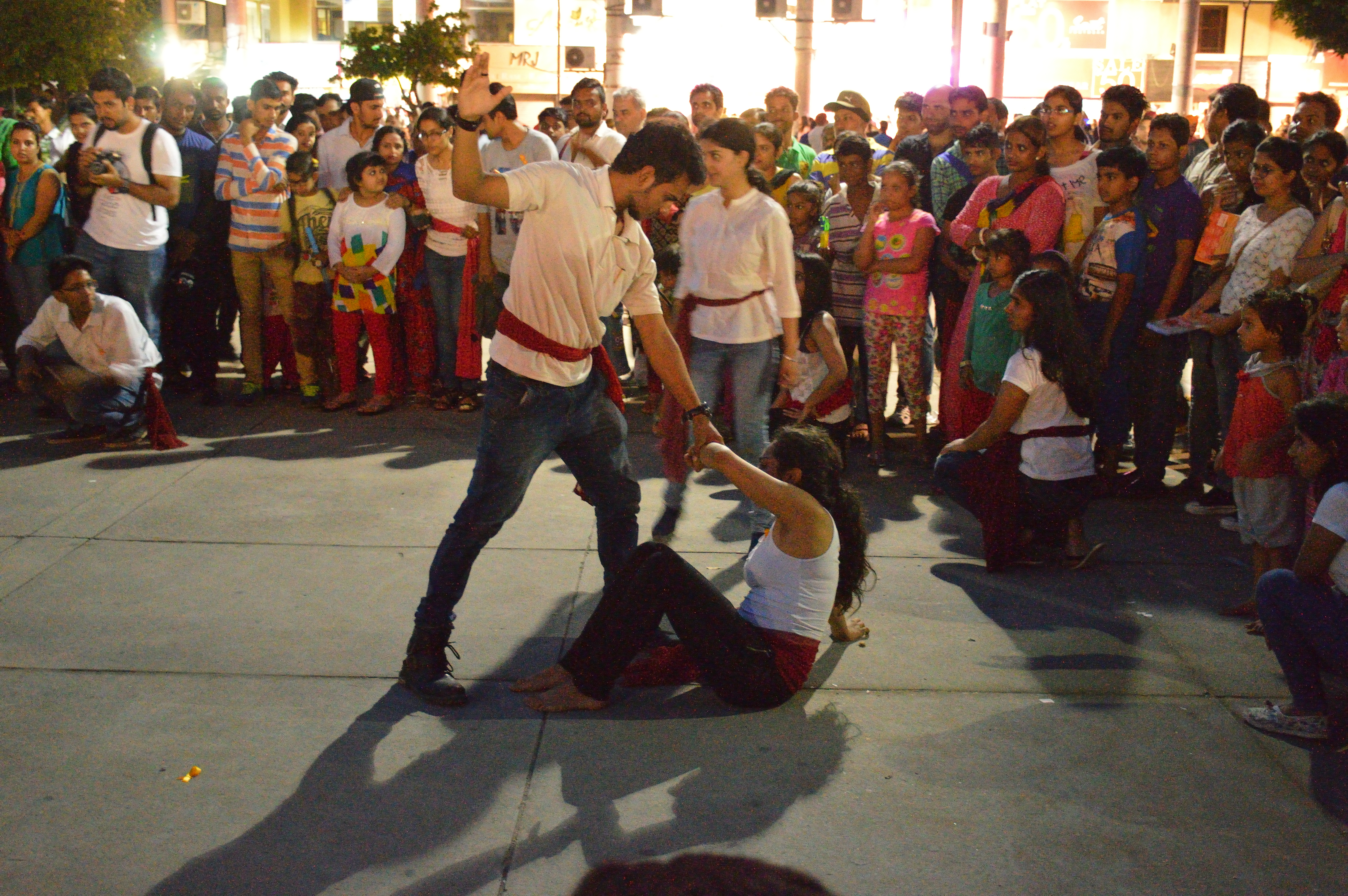

العنف الأسري في الهند هو كل شكل من أشكال العنف الذي يعاني منه الشخص من قريبه البيولوجي، و لكن في العادة دائماً ما تتعرض المرأة للعنف من قبل أفراد عائلتها الذكور. طبقاً لأخر استفتاء اطلقته منظمة الاسرة والصحة العالمية عام 2005 بلغ معدل الانتشار الاجمالى للعنف الاسري في الهند 33,5% و العنف الجنسي 8,5% بين هولاء النساء اللواتى تترواح اعمارهن بين 15 لـ 49 عام. في عام 2014 مجلة ذا لانسيت أشارت لـ دراسة تؤكد ان معدل العنف الجنسي المبلغ عنه في الهند هو أقل المعدلات في العالم والكثافة السكانية العالية في الهند تعنى أن العنف يؤثر على حوالى 27,5 مليون امرأة خلال حياتهن. و تشير تقارير عام 2012 لـ مكتب سجلات الجرائم الوطنية في الهند ان معدل الجرائم وصل إلى 46 لكل 100,000، و معدل الاغتصاب 2 لكل 100,000 ، و معدل القتل 0,7 لكل 100,000 و معدل عنف الاسري من جانب الازواج 5,9 لكل 100,000. هذه المعدلات المسجلة هي أقل بكتير من معدلات العنف الاسري في العديد من دول العالم مثل : الولايات المتحدة 590 لكل 100,000 و الإبلاغ عن القتل 6,2 لكل 100,000 على مستوى العالم و معدلات الجريمة و الاغتصاب لكل 100,000 امرأة لمعظم الدول التي تتبعها الامم المتحدة. هناك العديد من قوانين العنف الاسري في الهند و كان آخر قانون تم تشريعه هو قانون حظر المهر لعام 1961 الذي جعل من قانون إعطاء المهر و تلقيه جريمة. في محاولات لتعزيز قانون عام 1961 ، تم إدخال قسمين جدد : القسم أ498، و القسم الثانى ب304 في قانون العقوبات الهندى ما بين عامى 1983 و 1986 . أحدق التشريعات هو قانون حماية المرأة من العنف الاسري في عام 2005 و هو قانون مدنى يشمل الإساءة الجسدية، العاطفية، الجنسية، اللفظية و الاقتصادية كـ عنف أسري.